# Josh Singer
Josh Singer (Filadelfia, 1972) è uno sceneggiatore, produttore cinematografico e produttore televisivo statunitense.

## Biografia
Singer ha frequentato la Upper Dublin High School a Fort Washington, Pennsylvania. Successivamente si laurea magna cum laude alla Yale University, in matematica ed economia. Dopo gli studi ha effettuato uno stage presso Nickelodeon a New York e uno stage a Disney Channel a Los Angeles, sviluppando un interesse per la sceneggiatura. Ha lavorato come analista presso la McKinsey & Company, prima di ottenere un Juris Doctor alla Harvard Law School e un MBA alla Harvard Business School.
Dopo gli studi ad Harvard, Singer viene assunto da John Wells come sceneggiatore e story editor per la serie televisiva West Wing - Tutti gli uomini del Presidente. Sempre in campo televisivo ha lavorato come sceneggiatore e produttore supervisivo per la serie Lie to Me e come sceneggiatore e co-produttore esecutivo per Fringe.
Nel 2013 scrive la sua prima sceneggiatura cinematografica per il film Il quinto potere di Bill Condon, incentrato sulla figura di  Julian Assange, fondatore di WikiLeaks. Nel 2015 cura, assieme a Tom McCarthy, la sceneggiatura del film Il caso Spotlight. Il film ottiene numerosi riconoscimenti e Singer, insieme a McCarthy, vince il premio Oscar per la migliore sceneggiatura originale, oltre a un BAFTA Awards e un Independent Spirit Awards.
Dal 2012 è sposato con la scrittrice Laura Dave. La coppia risiede a Los Angeles, California.

## Filmografia

### Sceneggiatore
- West Wing - Tutti gli uomini del Presidente (The West Wing) – serie TV, 26 episodi (2003-2006)
- Raines – serie TV, 1 episodio (2007)
- Law & Order - Unità vittime speciali (Law & Order: Special Victims Unit) – serie TV, 2 episodi (2007-2008)
- Lie to Me – serie TV, 4 episodi (2009)
- Fringe – serie TV, 9 episodi (2009-2011)
- Il quinto potere (The Fifth Estate), regia di Bill Condon (2013)
- Il caso Spotlight (Spotlight), regia di Tom McCarthy (2015)
- The Post, regia di Steven Spielberg (2017)
- First Man - Il primo uomo (First Man), regia di Damien Chazelle (2018)
- Maestro, regia di Bradley Cooper (2023)

### Produttore
- Law & Order - Unità vittime speciali (Law & Order: Special Victims Unit) – serie TV, 19 episodi (2007-2008)
- Lie to Me – serie TV, 12 episodi (2009)
- Fringe – serie TV, 44 episodi (2009-2011)
- Il caso Spotlight (Spotlight), regia di Tom McCarthy (2015)
- The Post, regia di Steven Spielberg (2017)
- First Man - Il primo uomo (First Man), regia di Damien Chazelle (2018)

## Riconoscimenti
- Premio Oscar
  - 2016 - Miglior sceneggiatura originale per Il caso Spotlight